# Економічна комісія ООН для Африки

Карта субрегіонів ЄЦА:
Північна Африка
Західна Африка
Центральна Африка
Східна Африка
Південна Африка

Економічна комісія ООН для Африки (англ. United Nations Economic Commission for Africa, UNECA або фр. Commission économique pour l'Afrique, ECA, CEA) — заснована у 1958 році Економічною та соціальною радою ООН для заохочення економічної співпраці між її державами-членами (націями африканського континенту) за рекомендацією Генеральної Асамблеї ООН. Одна з п'яти регіональних комісій.
ECA налічує 54 держави-члени, що відповідає 54 державам-членам ООН, які знаходяться в межах африканського континенту або в океанах поблизу континенту. Мандат ECA полягає у сприянні економічному та соціальному розвитку держав-членів, стимулюванні внутрішньорегіональної інтеграції та сприянні міжнародній співпраці для розвитку Африки

## Програма
Робота комісії побудована на семи програмних напрямках:
- Африканський центр статистики
- Макроекономічна політика
- Політика соціального розвитку
- Інновації та технології
- Регіональна інтеграція та торгівля
- Розвиток потенціалу

## Місцезнаходження
- Аддіс-Абеба, Ефіопія (штаб-квартира, Зал Африки, відкрито 1961)[4]
- Яунде, Камерун (центрально-африканський субрегіональний штаб)
- Кігалі, Руанда (Східноафриканська субрегіональна штаб-квартира)
- Рабат, Марокко (штаб-квартира північноафриканського субрегіону)
- Лусака, Замбія (штаб-квартира південноафриканського субрегіону)
- Ніамей, Нігер (західноафриканська субрегіональна штаб-квартира)

## Країни члени

Карта країн-членів ЄКА.

- Алжир
- Ангола
- Бенін
- Ботсвана
- Буркіна-Фасо
- Бурунді
- Кабо-Верде
- Камерун
- Центральноафриканська Республіка
- Чад
- Коморські Острови
- Республіка Конго
- ДР Конго
- Джибуті
- Єгипет
- Еритрея
- Есватіні.
- Ефіопія
- Екваторіальна Гвінея
- Габон
- Гамбія
- Гана
- Гвінея
- Гвінея-Бісау
- Кот-д'Івуар
- Кенія
- Лесото
- Ліберія
- Лівія
- Мадагаскар
- Малаві
- Малі
- Мавританія
- Маврикій
- Мозамбік
- Марокко
- Намібія
- Нігер
- Нігерія
- Руанда
- Сан-Томе і Принсіпі
- Сенегал
- Сейшельські Острови
- Сьєрра-Леоне
- Сомалі
- ПАР
- Південний Судан
- Судан
- Танзанія
- Того
- Туніс
- Уганда
- Замбія
- Зімбабве

## Відповідальні секретарі
| Ім'я                  | Країна       | Роки                   |
| --------------------- | ------------ | ---------------------- |
| Віра Сонгве           | Камерун      | 2017–по теперішній час |
| Карлос Лопес          | Гвінея-Бісау | 2012 - 2016 роки       |
| Абдулі Джанне         | Гамбія       | 2005 - 2012 роки       |
| KY Амоако             | Гана         | 1995 - 2005 роки       |
| Лаяші Якер            | Алжир        | 1992 - 1995 роки       |
| Ісса Діалло           | Гвінея       | 1991 - 1992 роки       |
| Адебайо Адедеджі      | Нігерія      | 1975 - 1991 роки       |
| Роберт К. А. Гардінер | Гана         | 1961 - 1975 роки       |
| Меккі Аббас           | Судан        | 1959 - 1961 роки       |